# Тоске
Тоске (алб. Toskët) једна су од две главне етничке подгрупе Албанаца (друга су Геге) које се разликују по културолошким, лингвистичким, друштвеним и религијским особинама.

## Територија
Тоск се такође може односити на албанско становништво које говори у тоск дијалекту у јужној Албанији, подгрупе које укључују:
Музаке из Музакије (Љаље из Љаљерије), Лабе из Лаберије и Чаме из Чамерије. Арванити у Грчкој и Арбереши у Италији су већином потомци Тоска досељеника, као што су првобитни становници села Мандрица у Бугарској. Назив Тоскерија се обично користи за део Албаније у коме се говори тоск-албански језик и она се налази на југу, за разлику од Гегерије која је на северу.
Тоске у Албанији живе јужно од реке Шкумбин која представља дијалекатску границу два дијалекта албанског језика и овај регион је странцима познат као Тоскерија. Османско турски термин, који је коришћен за вријеме док је Албанија била део Османског царства, био је 'Toskalık' што на турском значи - припадајући Тоскама.

## Језик
Тоске говоре тоск дијалектом, једним од два главна дијалекта албанског језика. Албански комунистички режим је стандардизовао албански језик већином на тоск дијалекту. Овај поступак је критикован, посебно од Арши Пипа, који је тврди како је овом одлуком албански језик лишен богатства гег дијалекта, а књижевни албански језик који је „монструозно” створен од стране тоск комунистичког руководства која је војно освојила антикомунистички север Албаније и тако наметнула свој тоск дијалект већинском народу Гег дијалекта. Иако је већина албанских писаца у Југославији говорила гег дијалектом, већина је писала на тоск дијалекту из политичких разлога. Промена књижевног језика имала је значајне политичке и културолошке последице зато што је језик главни критеријум самоидентификације Албанаца. Упркос свим покушајима уједињења албанског језика, у неким сличајевима Геге из удаљених северних области не могу се споразумети са Тоскама са крајњег југа.

## Религија
Првобитно је становништво Албаније било православно, али су се средином 13. века Геге преобратиле у католицизам. Иако је већина Тоска остала православна, осећај јаке поделе између православних и католичких Албанаца се није осетио све до средине 18. века. Већина Тоска су били православци или бекташи. Православци су преовлађивали у области Ђирокастра, око Лесковика и у области Музакија и Данђелија, док су бекташи имали већу концентрацију око Валоне, Тепелене, Поградеца и у Грамшу, Ерсеку и Скрапару. И друге секте Ислама су биле присутне, сунити се налазе у градовима и крајњим источним областима (посебно у Македонији и Деволу), док су халвати присутни у Берату. У готово свима области, хришћани, бекташи и друге секте ислама живе једна поред друге.

## Култура и друштвена организација
Пошто су територијално били доступнији од Гега на северу,Тоске су развиле и одржале знатан контакт са спољашњим светом, бивајући самим тим под утицајем. Неки аутори верују да су били прогресивнији и отворенији од Гега. Крајем 14. века, за време Османских похода и освајања територија у којима су живели, Тоске су напустиле племенску (тј.трибалну) организацију за разлику од Гега где се одржао племенски живот све до четрдесетих година 20. века.
Крајем 19. и почетком 20. века многи Албанци су емигрирали у САД ,већина чинећи албанске сељаке са Тоск подручја трагајући за бољим животом.Такође је било миграција на северни део Грчке.
Иван Јастребов је записао да Геге знају за бесу, док Тоске не знају за тај обичај.

## Физичка антропологија
Тоске се често описују као нижи и мање витки од Гега и медитеранске пути имајући тамнију кожу од Гега.Тоске имају мањи нос и овалније лице. Неки тврде да се кретањем становништва наравно ова разлика смањила.

## Значајне Тоске
- Енвер Хоџа, некадашњи премијер Албаније
- Мехмет Шеху, албански политичар
- Исмаиљ Ћемали, албански политичар